# Johannes Henricus Schaap
Johannes Henricus Schaap, CSSR (ur. 27 września 1823 w Amsterdamie, zm. 19 marca 1889 w Paramaribo) – holenderski ksiądz katolicki, biskup, wikariusz apostolski Gujany Holenderskiej od 1876.
Urodził się w 1823 w Amsterdamie, w rodzinie katolickiej. W wieku dwudziestu jeden lat zdecydował się wstąpić do zakonu redemptorystów. Został następnie skierowany na studia teologiczne, po których ukończeniu w 1850 został wyświęcony na księdza.
Po śmierci bpa Joannesa Baptisty Swinkelsa w 1875 został mianowany przez papieża Piusa IX wikariuszem apostolskim Gujany Holenderskiej oraz biskupem tytularnym Etalonii. Konsekracja biskupia odbyła się dopiero 10 października 1880. Za jego rządów wybudowano prokatedrę św. Piotra i św. Pawła w Paramaribo. Zmarł w 1889.